# Armeria cariensis
Armeria cariensis är en triftväxtart som beskrevs av Pierre Edmond Boissier. Armeria cariensis ingår i släktet triftar, och familjen triftväxter.

## Underarter
Arten delas in i följande underarter:
- A. c. rumelica
- A. c. thessala